# Catocala obscura
Catocala obscura là một loài bướm đêm thuộc họ Erebidae. In Canada nó được tìm thấy ở miền nam Quebec (ở đó nó is rare) và Ontario và ở Hoa Kỳ nó có ở Massachusetts và Connecticut phía nam đến North Carolina, phía tây đến Mississippi và phía bắc đến Iowa, Illinois, Ohio và Michigan.

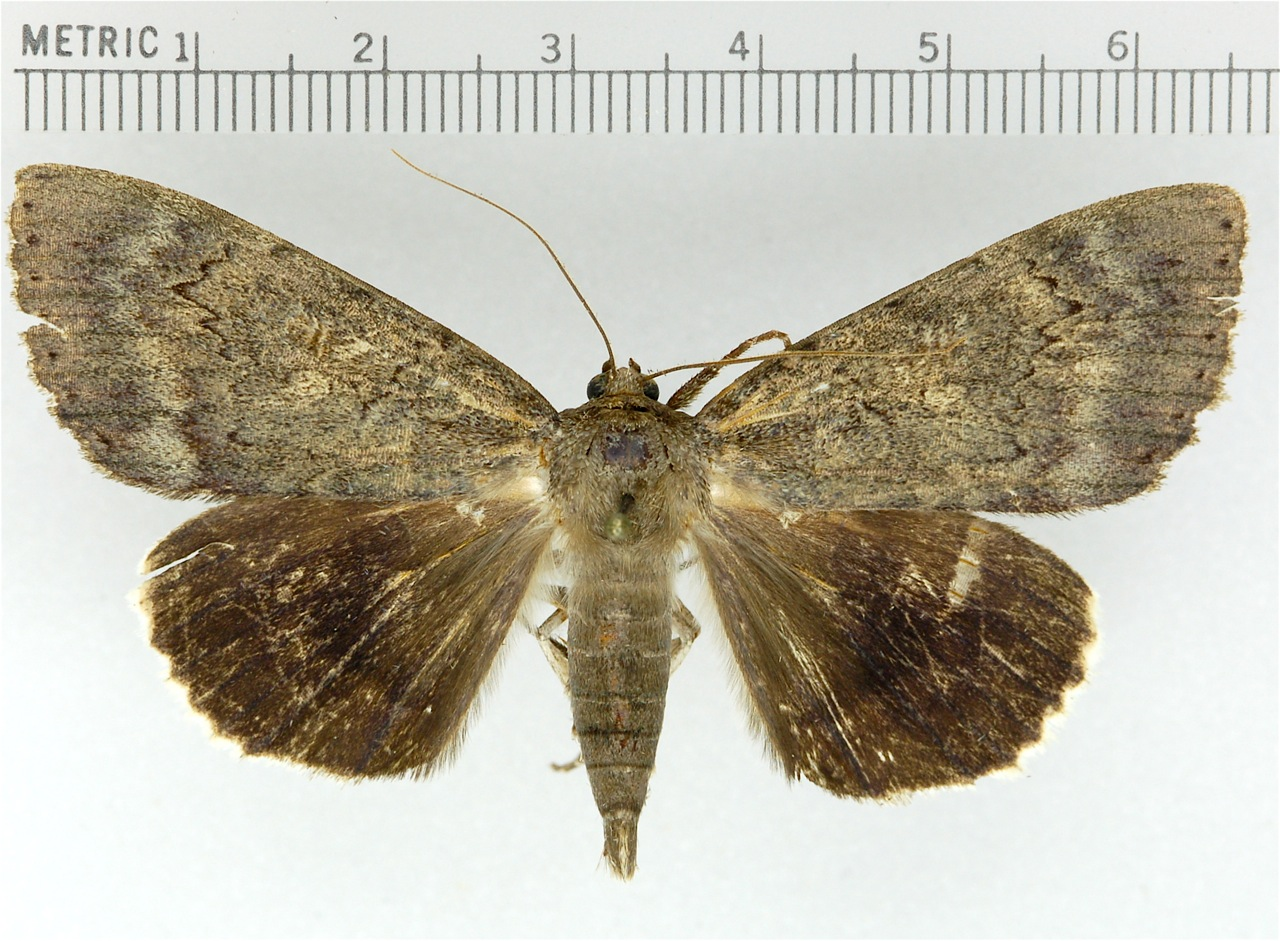
Adult

Sải cánh dài 60–72 mm. Con trưởng thành bay từ tháng 7 đến tháng 10 tùy theo địa điểm.
Ấu trùng ăn Carya glabra, Carya illinoinensis, Carya ovata và Juglans nigra.